# Gắm (cây)
Tránh nhầm lẫn với loài Dây gắm (Gnetum montanum)
Gắm (danh pháp khoa học: Gnetum gnemon) là một loài thực vật thuộc chi Gnetum có nguồn gốc ở vùng đông nam châu Á và các đảo tây Thái Bình Dương, từ Assam về phía đông và nam qua Malaysia và Indonesia tới Philipin và Fiji.
Tên gọi địa phương của nó có thể là Melinjo hay Belinjo trong tiếng Indonesia, Bago trong tiếng Mã Lai, tiếng Tagalog, Peesae trong tiếng Thái, Rau bép (tên thứ), Bét (tên thứ), Rau danh hay Gắm trong tiếng Việt.

## Đặc điểm
Gắm cây là thân gỗ đứng kích thước từ nhỏ đến trung bình (không giống như phần lớn các loài khác cùng chi Gnetum đều là dây leo), cao từ tới 10 m và có nhiều nhánh. Lá của chúng thuộc loại thường xanh, mọc đối, dài 8–20 cm và rộng 3–10 cm, lúc mới mọc có màu đồng, khi trưởng thành có màu lục sẫm và bóng mặt, có mũi nhọn ở chóp, thon dẹp dần ở gốc, gân lá 5-7 cặp dính nhau. Cụm "hoa" (không phải hoa thực thụ) mọc ở nách lá, có khi trên thân gỗ già, dài 3–6 cm, với hoa thành vòng ở mấu. Giống như các thực vật hạt trần khác, "hoa" của chúng thuộc loại khác gốc (các bào tử đực và cái được sinh ra trên các cây khác nhau) với 5-8 chiếc trên mỗi mấu của cụm "hoa". Sau khi thụ phấn (thực chất là sự kết hợp của tiểu bào tử phấn hoa và đại bào tử noãn) thì phôi tạo thành cùng với các tế bào khác sẽ phát triển thành hạt (quả giả). "Quả" (không phải quả thực thụ) giống như quả hạch, hình bầu dục, dài 2–5 cm, có mũi ngắn, lấm tấm lông như nhung, lúc non màu vàng, rồi chuyển dần sang màu đỏ tới tía khi chín, chỉ có một hạt trong mỗi "quả". Hạt là trạng thái ngủ của thể giao tử.

## Sử dụng
Theo thông tin trên trang Web của Đại học Huế Lưu trữ ngày 4 tháng 3 năm 2016 tại Wayback Machine thì thành phần hoá học của hạt như sau: Trong 100 g (70-80 hạt) chứa 30 g nước, 11 g protein, 1,7 g lipid, 50 g cacbonhyđrat và 1,7 g tro. Trong lá giàu protein, chất khoáng, vitamin A và vitamin C. Cứ 100 g lá non của Gnetum gnemon tenerum có 75,1g nước, 6,6g protein, 1,2 g lipid, 9,1 g cacbonhyđrat, 6,8 g chất xơ, 1,3 g tro, 224 mg phosphor, 151 mg calci, 2,5 mg sắt và 10.899 IU vitamin A.
Lá non, cụm hoa, quả non, và quả chín để dùng ăn được như là một loại rau rừng. Hạt được nghiền thành bột và rán kỹ thành một loại bánh giòn. Bánh này có vị hơi đắng và được dùng như là đồ ăn kèm với tên gọi 'Keropok Belinjau' trong ẩm thực của người Indonesia và Malaysia.

## Phân loại dưới loài
Gắm cây có 2 thứ thực vật được công nhận hiện nay:
- Gnetum gnemon var. brunonianum (Griff.) Markgr.
- Gnetum gnemon var. griffithii (Parl.) Markgr.: tên bản địa ở Việt Nam Rau bép,[1] cũng có thể là rau sắng Chùa Hương,[3] cây bụi thân gỗ đứng ít khi trườn, dạng thân cây thuộc thứ này thường không cao quá 4 m. Quả hình gần cầu kích thước 1,4x0,9 cm, có mũi nhọn cứng ngắn ở đầu quả và có phủ lớp lông nhung.[1]